# برونو بيتكوفيتش
برونو بيتكوفيتش (بالكرواتية: Bruno Petković)‏ هو لاعب كرة قدم كرواتي في مركز الهجوم، ولد في 16 سبتمبر 1994 في ميتكوفيتش في كرواتيا. شارك مع منتخب كرواتيا تحت 21 سنة لكرة القدم ومنتخب كرواتيا لكرة القدم. أما مع النوادي، فقد لعب مع دينامو زغرب ونادي بولونيا ونادي ريجيانا 1919 ونادي فاريسي ونادي كاتانيا وهيلاس فيرونا.

## وصلات خارجية
- برونو بيتكوفيتش على موقع الاتحاد الأوربي (الإنجليزية)
- برونو بيتكوفيتش على موقع اتحاد كرواتيا (الكرواتية)
- برونو بيتكوفيتش على موقع قاعدة بيانات كرة القدم.إي يو (الإنجليزية)
- برونو بيتكوفيتش على موقع ناشيونال فوتبول تيمز (الإنجليزية)
- برونو بيتكوفيتش على موقع Soccerway.com (الإنجليزية)
- برونو بيتكوفيتش على موقع عالم كرة القدم.نت (الإنجليزية)
- برونو بيتكوفيتش على موقع AS.com (الإسبانية)